# Викториавилл Тайгерз
«Викториавилл Тайгерз» (англ. Victoriaville Tigres, фр. Tigres de Victoriaville) — молодёжный хоккейный клуб, базирующийся в городе Викториавилл, провинция Квебек, Канада. Выступает в Главной юниорской хоккейной лиге Квебека (QMJHL).

## История
Команда «Викториавилл Тайгерз» возникла в результате переезда команды «Лонгёй Шевалье» в Викториавилл в 1987 году. «Тайгерз» становились чемпионами QMJHL в 2002 и 2021 годах и дошли до финала Мемориального кубка 2002 года, где проиграли команде «Кутеней Айс» из WHL.

## Достижения
- Чемпион QMJHL (2): 2002, 2021;
- Победитель регулярного сезона (1): 1989–90;